# جهان به گفته گارپ (فیلم)
جهان به گفته گارپ فیلمی آمریکایی در ژانر کمدی-درام است. این فیلم محصول سال ۱۹۸۲ میلادی است.

## داستان فیلم
ماجرای زندگی T S Garp و مادر وی می‌باشد. در حالی که او سعی دارد یک رمان جدی بنویسد، مادرش مقاله ای فمینیستی را به چاپ می‌رساند که…